# Théorème de James
Le théorème de James est un théorème d'analyse fonctionnelle, dû au mathématicien américain Robert C. James (de), qui donne une caractérisation géométrique de la réflexivité d'un espace de Banach X. Une généralisation est le critère de compacité de James selon lequel, pour la topologie faible, un fermé non vide A de X est compact si et seulement si, sur A, toute forme linéaire continue sur X atteint sa borne supérieure.

## Énoncés
L'espace X considéré peut être un ℝ- ou un ℂ-espace de Banach. Son dual topologique est noté X’. Le dual topologique du ℝ-espace de Banach déduit de X par restriction éventuelle des scalaires sera noté X’ℝ. (Il n'a d'intérêt que si X est un ℂ-espace car si X est un ℝ-espace alors X’ℝ = X’.)
Critère de compacité de James — Soient X un espace de Banach et A une partie non vide faiblement fermée de X. Les conditions suivantes sont équivalentes :
- A est faiblement compact.
- Pour tout f ∈ X’, il existe un élément a de A tel que f(a) = sup { |f(x)| ; x ∈ A }.
- Pour tout f ∈ X’ℝ, il existe un élément a de A tel que f(a) = sup { |f(x)| ; x ∈ A }.
- Pour tout f ∈ X’ℝ, il existe un élément a de A tel que f(a) = sup { f(x) ; x ∈ A }.

Un espace de Banach étant réflexif si et seulement si sa boule unité fermée est faiblement compacte on en déduit, puisque la norme d'une forme linéaire continue est la borne supérieure de son module sur cette boule :
Théorème de James — Un espace de Banach X est réflexif si et seulement si pour tout f ∈ X’, il existe un élément a de X tel que ║a║ ≤ 1 et f(a) = ║f║.

## Histoire
Historiquement, ces deux énoncés ont été démontrés dans l'ordre inverse. James a d'abord prouvé sa caractérisation de la réflexivité, en 1957, pour des espaces de Banach séparables puis, en 1964, pour des espaces de Banach quelconques. Comme cette réflexivité se formule en termes de faible compacité de la boule unité et que celle-ci est faiblement fermée, Victor Klee avait conjecturé, en 1962, la généralisation naturelle du théorème de James à des parties faiblement fermées quelconques et c'est en 1964 que James démontra ce critère de compacité. En 1971, il mit en évidence la nécessité de l'hypothèse de complétude de l'espace vectoriel normé X et en 1972, il étendit son critère de compacité au cas où X est un espace localement convexe.